# Немања Милосављевић
Немања Милосављевић (Крушевац, 21. априла 1992) српски је фудбалер, који тренутно наступа за Трајал.

## Трофеји и награде
Динамо Врање
- Српска лига Исток: 2014/15.[8]

Трајал
- Зона Запад: 2016/17.[9]
- Српска лига Исток: 2017/18.[10]